# Żywienie człowieka

Reguła połowy talerza to najnowsza metoda kompozycji zrównoważonych posiłków, zastępująca przestarzałe piramidy żywienia. Obiad i kolację porcjuje się tak, by ¼ talerza zajmowały pokarmy bogate w skrobię (grains, np. makaron, ryż, ziemniaki, kukurydza), ¼ źródła białka (proteins, np. jajka, strączkowe, mięso) i połowę talerza inne, niskokaloryczne warzywa (vegetables). Obok talerza powinna stać szklanka mleka, jogurtu, pół filiżanki budyniu, lodów lub owoców.

Żywienie człowieka – dostarczanie ludzkiemu organizmowi odpowiednich pokarmów zapewniających utrzymanie jego podstawowych procesów życiowych. Pokarmy te mogą być pobierane w stanie naturalnym lub w postaci różnorodnych potraw czy napojów. Racjonalne żywienie człowieka jest dostosowane do jego wieku, płci, zapotrzebowania energetycznego, rodzaju wykonywanej pracy, stanu zdrowotnego, klimatu w którym żyje oraz innych czynników.
Ze względu na rolę w organizmie wyróżnia się 3 podstawowe grupy składników odżywczych pokarmu:
- składniki budulcowe: głównie białka i sole mineralne
- składniki energetyczne: głównie węglowodany i tłuszcze
- składniki regulujące: witaminy, niektóre sole mineralne, błonnik

Warto jest wspomnieć o pełnowartościowości pokarmu pochodzenia zwierzęcego. Za pełnowartościowe pożywienie uznaje się: jaja, mięso, ryby i mleko. Białka roślinne (niepełnowartościowe) nie zawierają niektórych niezbędnych dla organizmu aminokwasów (tzw. aminokwasów egzogennych). Brak tych składników (jak również i brak witamin) prowadzi do powstawania niedoborów żywnościowych (np. awitaminoza, kwashiorkor), z kolei nadmiar lub niewłaściwe proporcje składników żywnościowych są przyczyną powstawania chorób cywilizacyjnych (tj.: choroby układu krążenia, miażdżyca, nowotwory złośliwe, cukrzyca, otyłość, osteoporoza, kamica żółciowa, marskość wątroby, próchnica zębów, niedokrwistość, wole).
W wielu rejonach Afryki, Azji i Ameryki Łacińskiej ludność cierpi z powodu stałego, masowo występującego zjawiska niedożywienia oraz głodu.

## Żywienie człowieka w zależności od wieku
Zapotrzebowanie żywnościowe człowieka jest różne w zależności od jego wieku. Zmiana ta wynika ze zmieniającej się dynamiki i równowagi metabolizmu. Okres dzieciństwa i rozwoju jest okresem wyraźnej przewagi anabolizmu nad katabolizmem. U zdrowego dorosłego człowieka występuje zaś względna równowaga metaboliczna, zmieniająca się wraz z wiekiem w kierunku zwiększenia efektywności anabolizmu na rzecz katabolizmu. Tempo zmian tendencji tych przemian jest bardziej związane z wiekiem biologicznym, niż kalendarzowym.
Celem prawidłowego odżywiania zdrowego, dorosłego człowieka powinno być spożywanie takiej ilości określonych pokarmów, które zapewnią równowagę metaboliczną. Według danych Organizacji Narodów Zjednoczonych do spraw Wyżywienia i Rolnictwa (FAO) w 1983 roku wartość energetyczna dziennie spożywanych pokarmów w Polsce wynosiła 14 351 kJ (3425 kcal). Wraz z wiekiem zapotrzebowanie energetyczne zmniejsza się o około 5% w ciągu 10 lat. Przykładowo: jeżeli mężczyzna w wieku 25 lat, o wadze 70 kg potrzebuje dziennie 2900 kcal, to w wieku 45 lat będzie potrzebował 2600 kcal, zaś w wieku 65 lat już tylko 2200 kcal.

## Zapotrzebowanie na poszczególne składniki odżywcze

### Białko
Do dziś dobowe zapotrzebowanie na białko jest przedmiotem sporów dietetyków. Przyjmuje się, iż w przedziale wiekowym 25–60 lat zapotrzebowanie na ten budulec wynosi u człowieka (niezależnie od płci) ok. 1 g na kilogram masy ciała. U osób ciężko pracujących zapotrzebowanie to może być nieznacznie wyższe.

### Tłuszcze
Wyższe zapotrzebowanie energetyczne powinno być pokrywane przez zwiększone spożycie węglowodanów, a nie tłuszczów, które powinny dostarczać maksymalnie 30% dobowej energii. W rzeczywistości jest jednak inaczej. W Polsce ilość energii pozyskiwanej z tłuszczów w przeciętnej diecie dochodzi nawet do 50%. Zaleca się także ograniczanie spożywania pokarmów zawierających nasycone kwasy tłuszczowe oraz tłuszcze typu trans na rzecz nienasyconych kwasów tłuszczowych.

### Woda, witaminy i sole mineralne
Podstawowym źródłem witamin i minerałów dla organizmu są warzywa i owoce. Najzdrowsze są spożywane na surowo (mrożenie może spowodować 50% straty tych składników odżywczych). Jedną z równie ważnych potrzeb jest zaopatrzenie organizmu w wodę, które powinno wynosić ok. 1 ml na kilokalorię pożywienia. Zapotrzebowanie to może jednak znacznie wzrosnąć przy sporym wysiłku fizycznym lub wysokiej temperaturze otoczenia.